# Peetu Piiroinen
Peetu Ilari Piiroinen (Hyvinkää, 15 de febrero de 1988) es un deportista finlandés que compitió en snowboard, especialista en las pruebas de halfpipe y slopestyle.  Su hermano Petja compitió en el mismo deporte.
Participó en tres Juegos Olímpicos de Invierno, entre los años 2010 y 2018, obteniendo una medalla de plata en Vancouver 2010, en el halfpipe, y el séptimo lugar en Sochi 2014, en la prueba de slopestyle.
Adicionalmente, consiguió dos medallas de bronce en los X Games de Invierno.

## Medallero internacional
| Juegos Olímpicos | Juegos Olímpicos   | Juegos Olímpicos | Juegos Olímpicos |
| Año              | Lugar              | Medalla          | Prueba           |
| ---------------- | ------------------ | ---------------- | ---------------- |
| 2010             | Vancouver (Canadá) | Medalla de plata | Halfpipe         |

| X Games de Invierno | X Games de Invierno    | X Games de Invierno | X Games de Invierno |
| Año                 | Lugar                  | Medalla             | Prueba              |
| ------------------- | ---------------------- | ------------------- | ------------------- |
| 2012                | Aspen (Estados Unidos) | Medalla de bronce   | Slopestyle          |
| 2013                | Tignes (Francia)       | Medalla de bronce   | Slopestyle          |